# Phaegoptera punctularis
Phaegoptera punctularis är en fjärilsart som beskrevs av Herrich-Schäffer 1855. Phaegoptera punctularis ingår i släktet Phaegoptera och familjen björnspinnare. Inga underarter finns listade i Catalogue of Life.